# Садизм (альбом)
Садизм — Четвёртый студийный альбом группы «Коррозия металла» 1992 года, записанный на фирме грамзаписи SNC Records зимой 1991—1992 годов.

## Список композиций
Все тексты написаны Сергеем Троицким, кроме указанного.
| №   | Название               | Текст песни                  | Музыка                              | Длительность |
| --- | ---------------------- | ---------------------------- | ----------------------------------- | ------------ |
| 1.  | «Садизм»               |                              | Александр Бондаренко, Роман Лебедев | 1:13         |
| 2.  | «Trash Around Кремль»  |                              | Троицкий                            | 3:13         |
| 3.  | «Come To Sabbath»      |                              | Сергей Высокосов                    | 3:16         |
| 4.  | «Дьявольский Контракт» |                              | Троицкий                            | 4:27         |
| 5.  | «Kill To Сунарэфа»     |                              | Лебедев                             | 2:17         |
| 6.  | «Ночь В Опере»         | Троицкий, Высокосов, Лебедев | Троицкий, Высокосов, Лебедев        | 3:18         |
| 7.  | «Мёртвый Распутин»     |                              | Троицкий                            | 3:40         |
| 8.  | «Kiss Of Devil»        |                              | Высокосов                           | 3:14         |
| 9.  | «Кровавая Мэри»        |                              | Высокосов, Троицкий                 | 4:31         |
| 10. | «Джек Потрошитель»     |                              | Высокосов                           | 3:28         |
| 11. | «Black Wood Child»     |                              | Высокосов                           | 4:07         |
| 12. | «Омовение Трупов»      | —                            | Высокосов                           | 1:21         |

## Участники записи
- Сергей Троицкий «Паук» — бас-гитара, бэк вокал
- Сергей Высокосов «Боров» — вокал, соло-гитара
- Роман Лебедев «Костыль» — гитара
- Александр Бондаренко «Ящер» — ударные
- Андрей Шатуновский — ударные (1—5, 11)
- «Маугли» — маримбы (12)
- Сергей Тайдаков «Лысый» — бэк-вокал (9)
- Сведение — Евгений Трушин (1—5, 7, 10—12), Олег Сальхов (8, 9), Коррозия металла (6)